# Huis Stuart

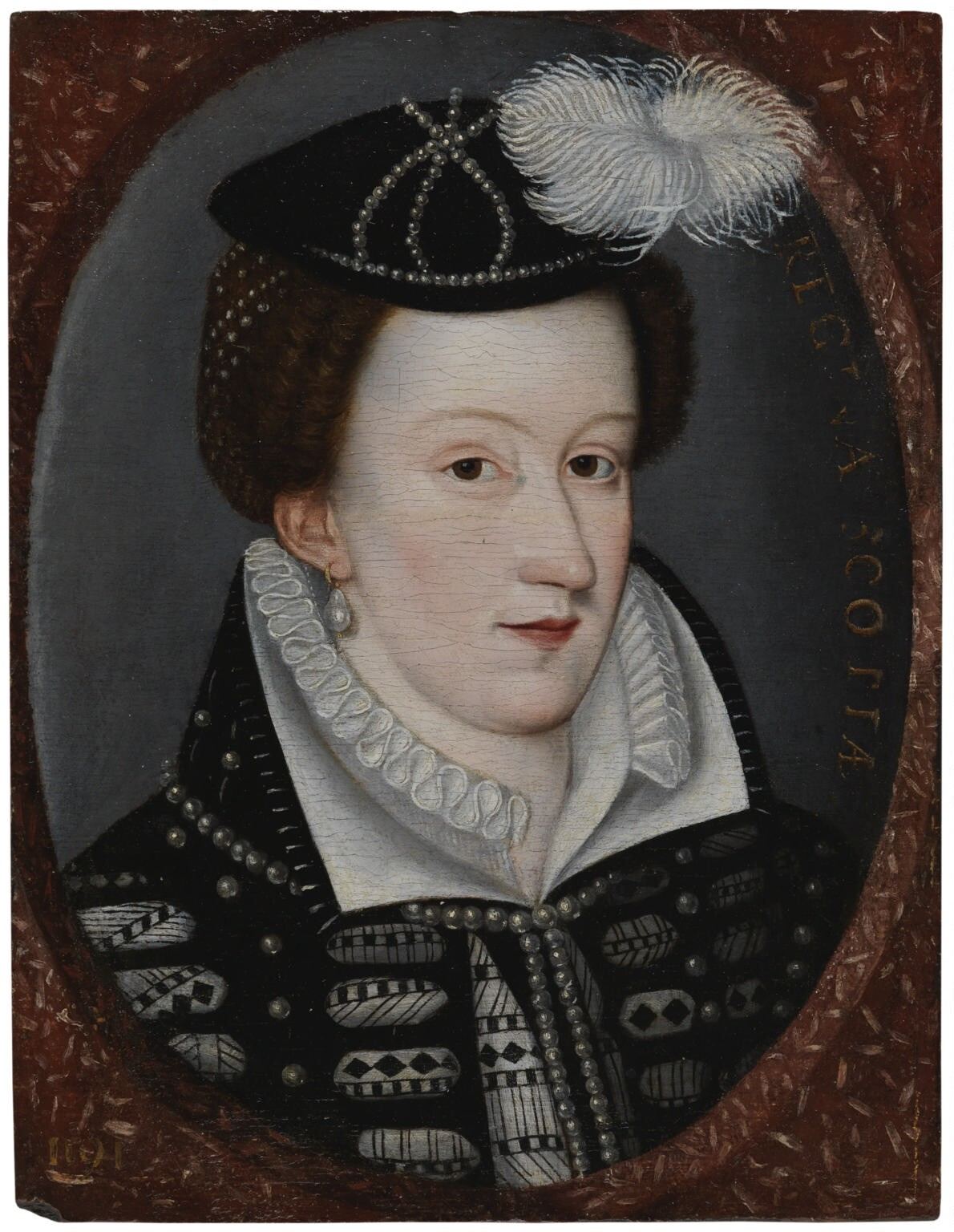
Maria Stuart (1542-1587), beter bekend als Mary, Queen of Scots

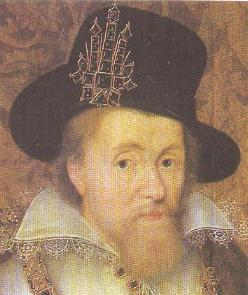
Jacobus Stuart, koning van Schotland (1567-1625) en Engeland (1603-1625)

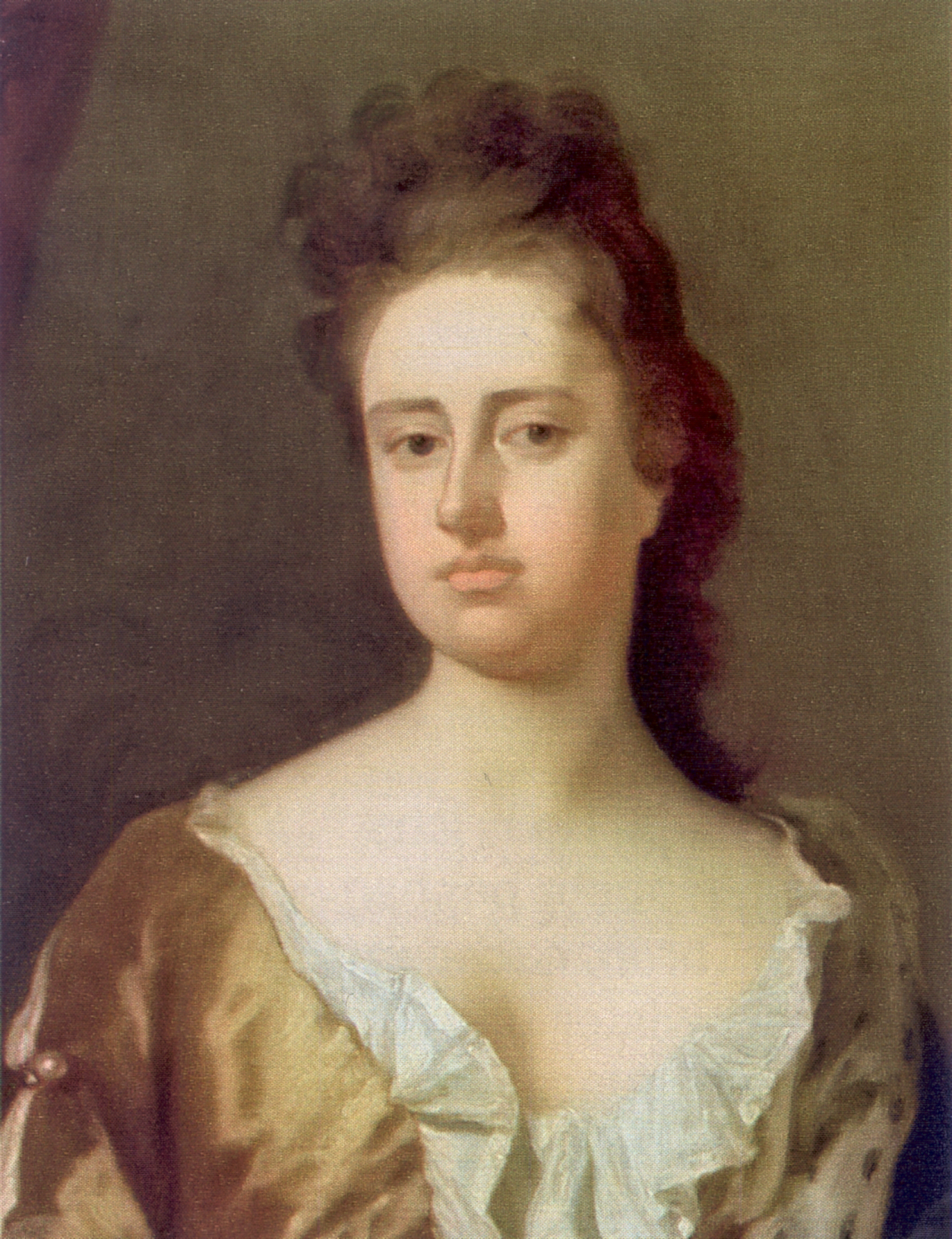
De laatste Stuart-monarch was Anna van Engeland, vanaf 1707 Anna van Groot-Brittannië

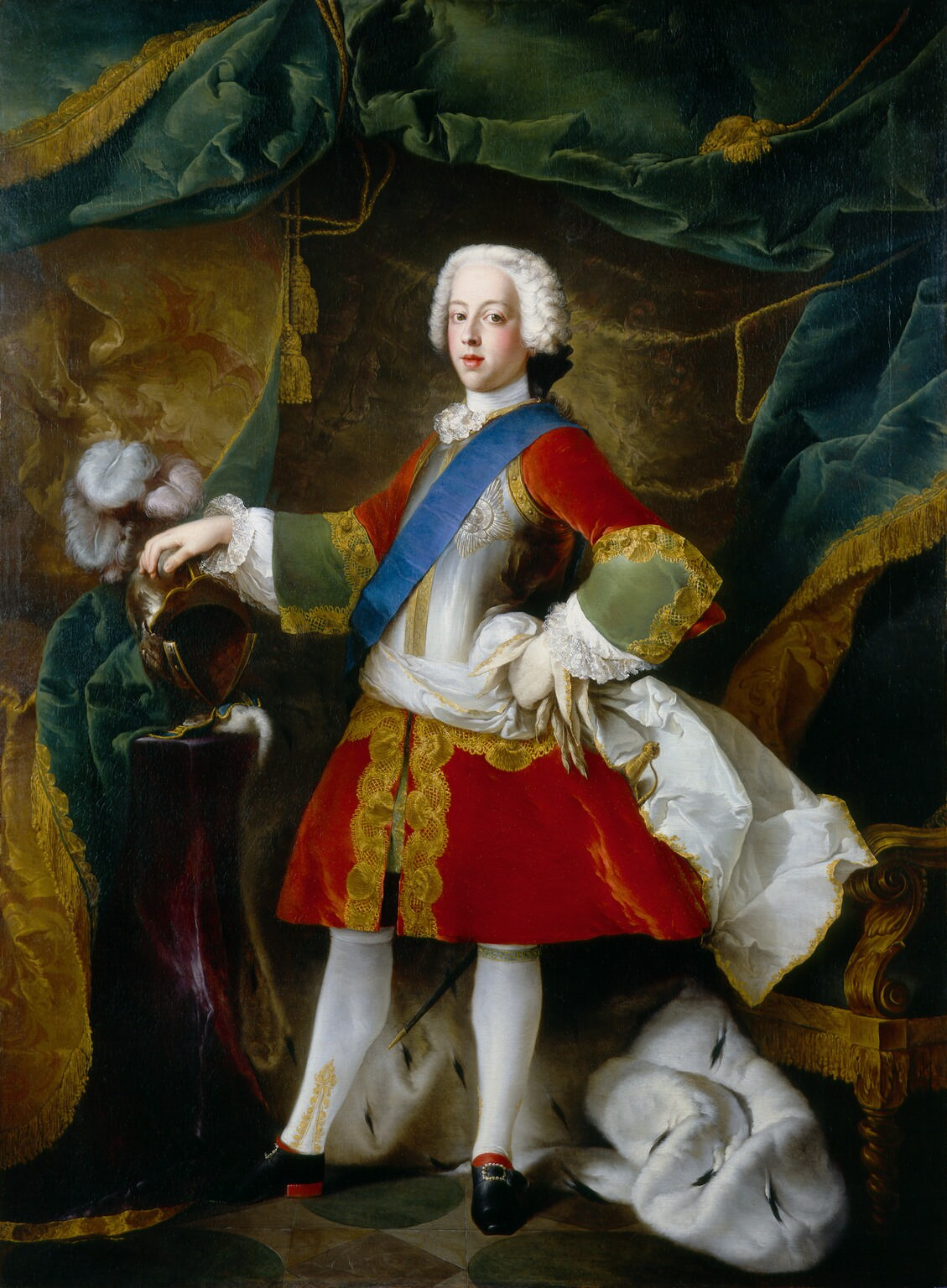
Karel Eduard Stuart (1720-1788), beter bekend als Bonnie Prince Charlie

Het huis Stuart was een Brits adellijk huis afkomstig uit Schotland. De dynastie verenigde Engeland en Schotland tot één koninkrijk, en regeerde daarnaast ook over Ierland.

## Geschiedenis
De naam Stuart is een verfransing van Steward ("stadhouder"), afkomstig van de titel High Steward van Schotland die werd gedragen door de stamvader van het Huis Stuart, Walter de Steward (overleden in 1177). Walter was de zoon van Alan Fitz Flaad, een Normandische veroveraar.
De zesde Steward van Schotland, ook Walter geheten, trouwde met de dochter van Robert the Bruce, koning van Schotland, en zo kwamen de Stewards terecht in de koninklijke familie van Schotland. Al snel zouden zij de dynastie worden die de Schotse monarchen leverde. Nadat David Bruce stierf zonder een zoon achter te laten, werd de zevende Steward van Schotland, Robert, gekroond als koning Robert II van Schotland in 1371. Tot eind 17e eeuw zouden de Stewards, of Stuarts zoals men ging schrijven, de koningen leveren van Schotland.
Toen Elizabeth I van Engeland in 1603 stierf zonder directe erfgenaam, was Jacobus VI van Schotland via een huwelijk van Margaret Tudor (dochter van Hendrik VII van Engeland) met Jacobus IV van Schotland de rechtstreekse kandidaat om Elizabeth op te volgen. Jacobus werd zodoende koning van Schotland en van Engeland, en deze dynastieke toevalligheid zou in 1707 uiteindelijk uitmonden in de Act of Union, die de twee koninkrijken verenigde in Groot-Brittannië.
Jacobus VII/II was echter een katholieke monarch, en dat wekte onrust in de protestantse Lowlands van Schotland en in Engeland. In 1688 werd hij vervangen door zijn dochter Maria Stuart – een protestantse – die gehuwd was met de Nederlandse stadhouder Willem III (kleinzoon van Karel I). Willem III werd zo dus medekoning van Engeland, Ierland en Schotland, naast stadhouder van de Republiek. Deze personele unie tussen Nederland en Groot-Brittannië kwam echter tot een einde in 1702, toen Willem plotseling stierf na een val van zijn paard. In de Britse wet was bepaald dat de troon over zou gaan naar Maria's zuster Anna.
Op het hoogtepunt van de crisis rond Jacobus II in 1688 werd uit diens tweede huwelijk een prinsje geboren, Jacobus Frans Eduard Stuart. De (protestantse) tegenstanders van Jacobus beschouwden dit als bedrog, de baby zou door derden het paleis zijn binnengesmokkeld. Maar in de 18e eeuw ontstond rond deze "Jacobus III" het jacobitisme, dat steun vond in katholieke kring. Hieruit rezen twee grote opstanden, in 1715, geleid door Jacobus Frans Eduard Stuart (de Old Pretender) en in 1745, geleid door diens zoon Karel Eduard Stuart (de Young Pretender, beter bekend onder de bijnaam Bonnie Prince Charlie).
In 1700 stierf de laatste van Anna's kinderen, waarna de Act of Settlement werd gemaakt. Prinses Sophia, kleindochter van Jacobus I, nicht van Maria en Anna en gemalin van de keurvorst van Hannover, werd in deze wet aangewezen als erfgenaam van de Britse troon. Zij stierf in 1714, kort voor Anna, zodat haar zoon George I koning van Groot-Brittannië werd toen op 1 augustus 1714 Anna overleed.
Hendrik Benedictus Stuart, broer van de Young Pretender, was de laatste Stuart die een claim maakte op de Britse troon. Hij was echter een rooms-katholieke kardinaal en had dus geen kinderen om hem op te volgen. Met zijn dood in 1807 stierf de directe lijn van het huis Stuart uit.

## Monarchen

### Koningen van Schotland
- Robert II van Schotland (1371-1390)
- Robert III van Schotland (1390-1406)
- Jacobus I van Schotland (1406-1437)
- Jacobus II van Schotland (1437-1460)
- Jacobus III van Schotland (1460-1488)
- Jacobus IV van Schotland (1488-1513)
- Jacobus V van Schotland (1513-1542)
- Maria Stuart (1542-1567)
- Jacobus VI van Schotland (1567-1625), vanaf 1603 ook koning van Engeland en Ierland

### Koningen van Schotland, Engeland en Ierland
- Jacobus I van Engeland (1603-1625)
- Karel I van Engeland (1625-1649)
- Karel II van Engeland (1660-1685)
- Jacobus II van Engeland (Jacobus VII van Schotland) (1685-1688)
- Maria II van Engeland (1689-1694) - met Willem III van Oranje
- Anna van Engeland (1702-1714), vanaf 1707 Anna van Groot-Brittannië